# Эберле, Оскар (старший)
Карл Вильгельм Оскар Эберле (10 сентября 1842, Кроссен-на-Одере, ныне Польша — 8 декабря 1901, Роттердам) — нидерландский виолончелист немецкого происхождения.
Сын и ученик Готфрида Вильгельма Георга Эберле, городского музикдиректора. В 14-летнем возрасте поступил в оркестр Беньямина Бильзе, в составе которого играл пять лет, затем в течение двух лет совершенствовал своё мастерство в Дрездене под руководством Фридриха Грюцмахера. В 1866 г. обосновался в Роттердаме как солист оркестра Немецкой оперы (до 1886 г.), выступал также как ансамблист. С 1867 года преподавал в одной из городских консерваторий, среди его учеников Жак ван Лир и Исаак Моссел.
Из шестерых детей Эберле Эмиль (1876—1949) стал пианистом, Карл (1879—1948) — художником и гравёром, Оскар-младший (1883—1943) — виолончелистом, Ойген (1885—1936) — скрипичным мастером.